# Minami-ku (Kumamoto)
Minami-ku (南区) er en by beliggende i Kumamoto-præfekturet i Japan. I 2019 havde byen 122.773 indbyggere.

## Ekstern henvisning
- Wikimedia Commons har flere filer relateret til Minami-ku (Kumamoto)

32°42′55″N 130°40′44″Ø / 32.7153°N 130.6789°Ø